# Packington Hall
Packington Hall est un manoir du XVIIe siècle situé à Great Packington, près de Meriden, dans le Warwickshire, en Angleterre, siège du comte d'Aylesford. Il s'agit d'un bâtiment classé Grade II*.

## Histoire
Il est construit en 1693 pour Clement Fisher à la mort duquel en 1729 le domaine de Packington passe à sa fille Mary, qui épouse Heneage Finch, 2e comte d'Aylesford.
Le parc est conçu par Capability Brown. En 1772, la maison est agrandie et améliorée dans le style palladien selon les plans de l'architecte Joseph Bonomi.
La maison est gravement endommagée par un incendie en 1979 mais a depuis été entièrement restaurée.
La maison n'est généralement pas ouverte au public mais est disponible sur rendez-vous pour des conférences et des réceptions.
Un ancien manoir (Packington Old Hall) et une église paroissiale du XVIIIe siècle St James' Church, Great Packington sont sur le domaine.

## Sources
- Une histoire du comté de Warwick, volume 4 (1947) de British History Online